# Стшельно (Нижньосілезьке воєводство)
Стшельно (пол. Strzelno) — село в Польщі, у гміні Пенськ Зґожелецького повіту Нижньосілезького воєводства.
Населення — 127 осіб (2011).
У 1975-1998 роках село належало до Єленьоґурського воєводства.

## Демографія
Демографічна структура станом на 31 березня 2011 року:
|          | Загалом | Допрацездатний вік | Працездатний вік | Постпрацездатний вік |
| -------- | ------- | ------------------ | ---------------- | -------------------- |
| Чоловіки | 62      | 16                 | 43               | 3                    |
| Жінки    | 65      | 14                 | 39               | 12                   |
| Разом    | 127     | 30                 | 82               | 15                   |

## Галерея

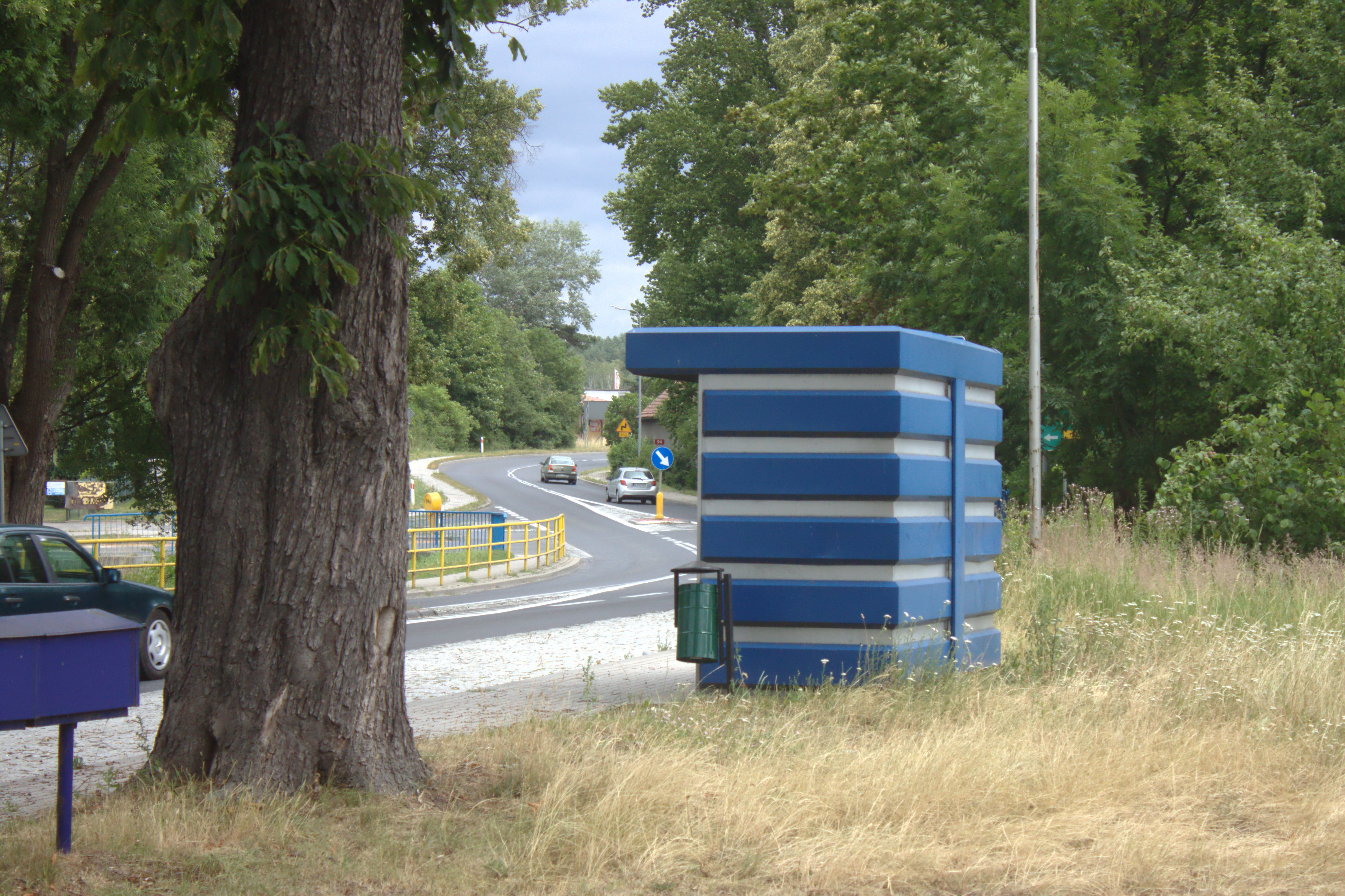
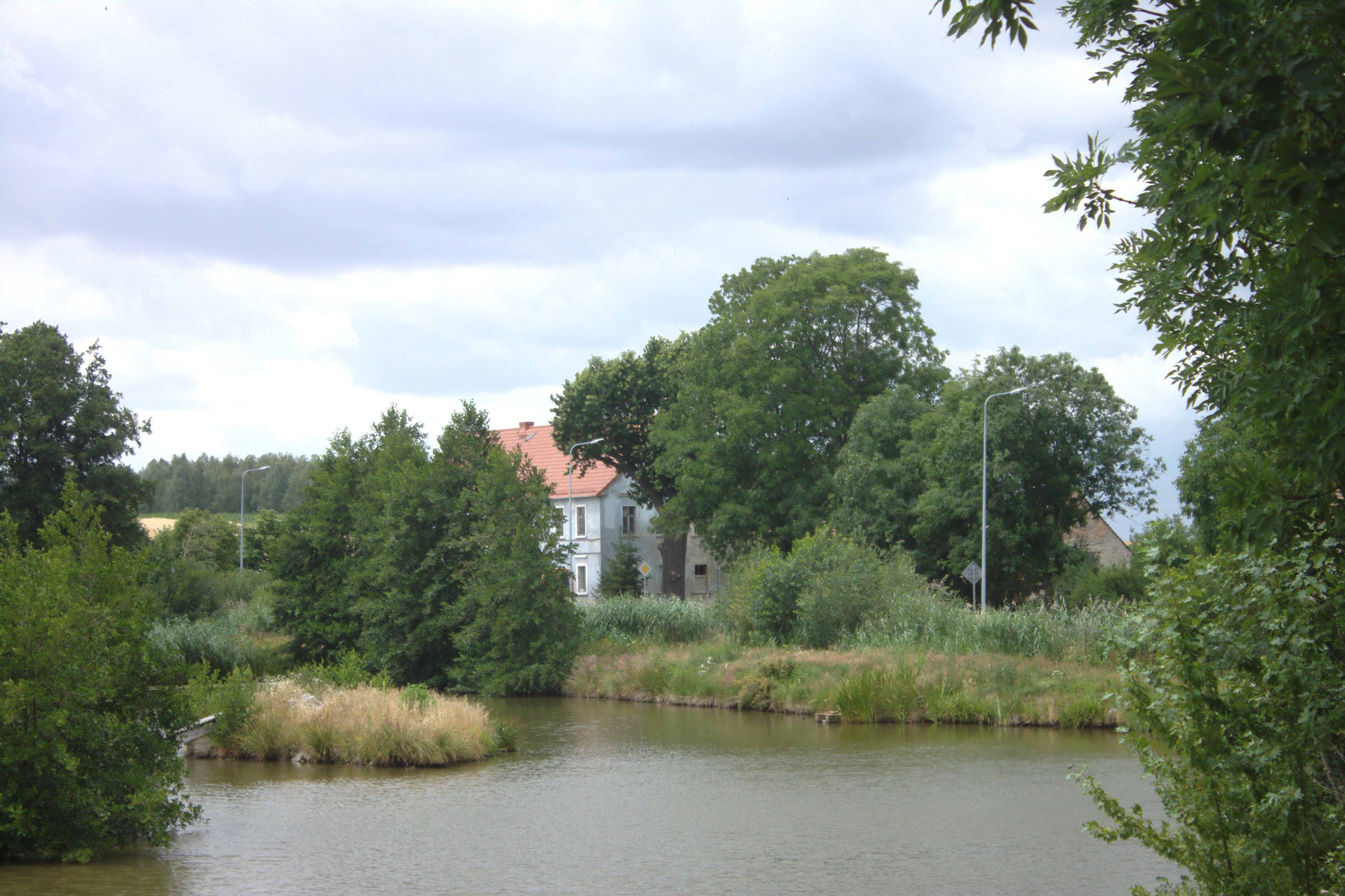
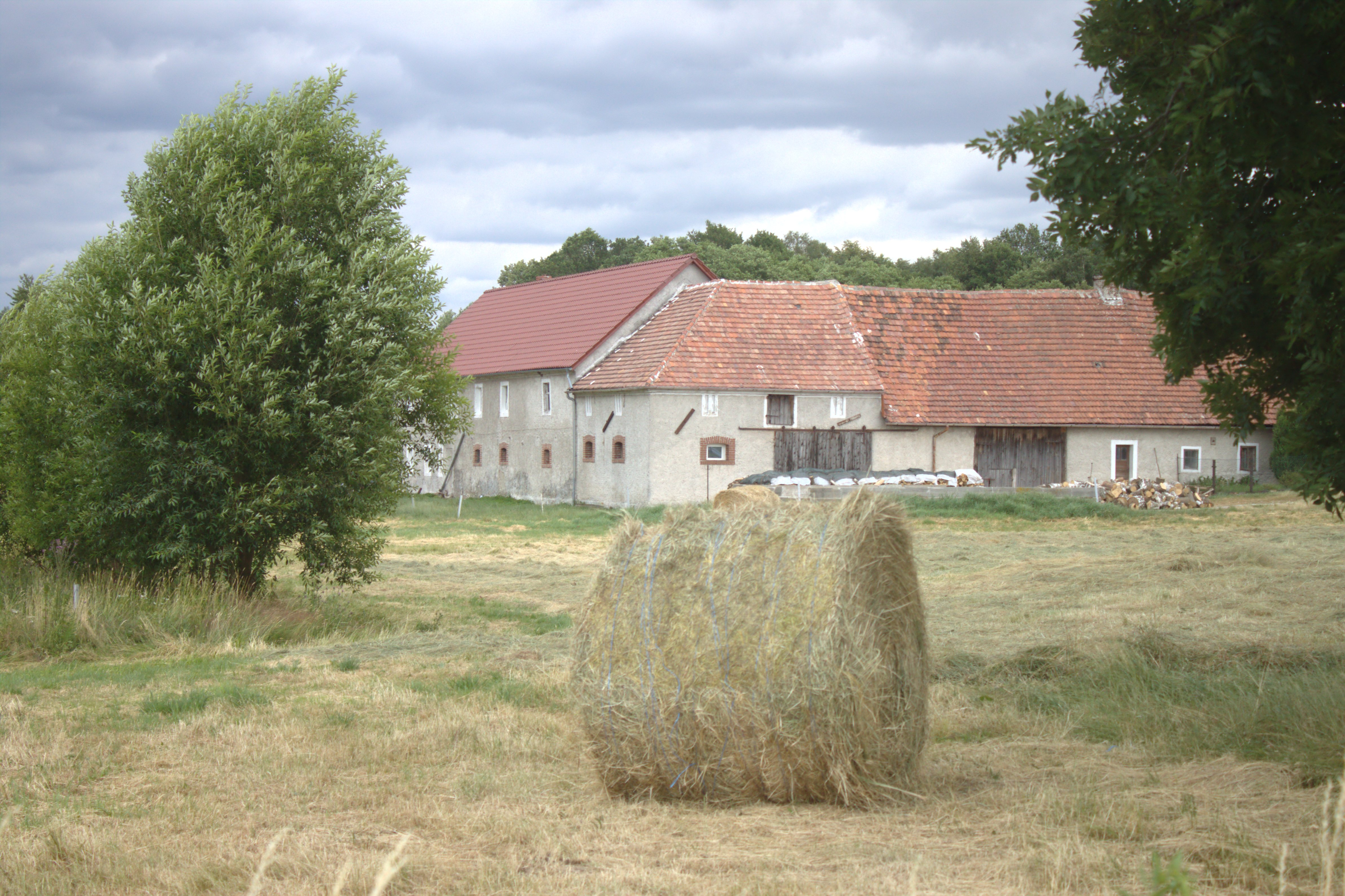